# Cantó de Neuilly-Saint-Front

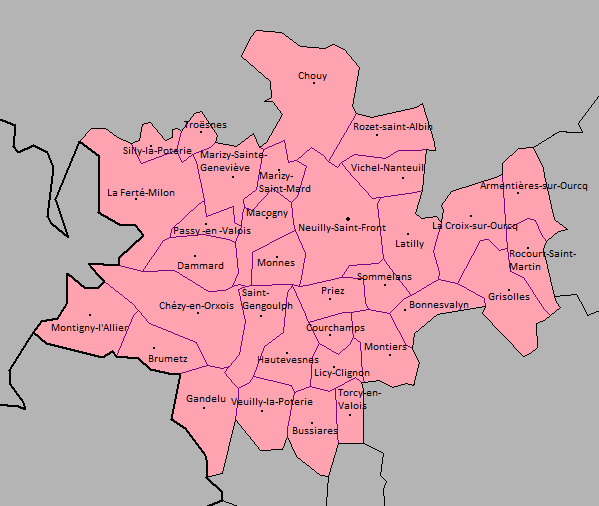
Comunes del cantó

El cantó de Neuilly-Saint-Front és un cantó francès del departament de l'Aisne, situat al districte de Château-Thierry. Té 33 municipis i el cap és Neuilly-Saint-Front.

## Municipis
- Armentières-sur-Ourcq
- Bonnesvalyn
- Brumetz
- Bussiares
- Chézy-en-Orxois
- Chouy
- Courchamps
- La Croix-sur-Ourcq
- Dammard
- La Ferté-Milon
- Gandelu
- Grisolles
- Hautevesnes
- Latilly
- Licy-Clignon
- Macogny
- Marizy-Sainte-Geneviève
- Marizy-Saint-Mard
- Monnes
- Monthiers
- Montigny-l'Allier
- Neuilly-Saint-Front
- Passy-en-Valois
- Priez
- Rocourt-Saint-Martin
- Rozet-Saint-Albin
- Saint-Gengoulph
- Silly-la-Poterie
- Sommelans
- Torcy-en-Valois
- Troësnes
- Veuilly-la-Poterie
- Vichel-Nanteuil

## Història
| Data d'elecció                           | Identitat    | Partit           | Qualitat |
| ---------------------------------------- | ------------ | ---------------- | -------- |
| 1945-1982                                | Robert Penit | PCF              |          |
| 1982-2001                                | René Roy     | UDF              |          |
| 2001-                                    | André Rigaud | UDF, després UMP |          |
| les dades anteriors no són pas conegudes |              |                  |          |
|                                          |              |                  |          |

## Demografia
| A partir de 1990: Població sense dobles comptes |